# Durian Gadang (Sijunjung)
Durian Gadang is een bestuurslaag in het regentschap Sijunjung van de provincie West-Sumatra, Indonesië. Durian Gadang telt 2855 inwoners (volkstelling 2010).